# Spider-Girl
Spider-Girl (May «Mayday» Parker) es un personaje que aparece en los cómics estadounidenses publicados por Marvel Comics, una superheroína del universo MC2. Fue creada por Tom DeFalco y Ron Frenz como la hija adolescente de Peter Parker (Spider-Man) y Mary Jane Watson; apareció por primera vez en What If... vol. 2 # 105 (febrero de 1998). Más tarde tuvo su propia serie regular, Spider-Girl, escrita por DeFalco y dibujada por Frenz y Pat Olliffe, este fue cómic de superhéroes de más larga duración con un personaje femenino principal publicado por Marvel antes de ser relanzado como The Amazing Spider-Girl y, más tarde, como The Spectacular Spider-Girl.
Spider-Girl aparece en la película animada de 2023 Spider-Man: Across the Spider-Verse, como la hija pequeña de Peter B. Parker y Mary Jane Watson de su universo, así como una Mayday adulta de un universo diferente, miembro de las Fuerzas Araña de Miguel O'Hara.

## Historia editorial
La primera aparición de Spider-Girl fue en una historia de un único número en el número 105 del segundo volumen de What If.... La reacción positiva de los lectores a este nuevo concepto llevó a la creación de la serie Spider-Girl junto con otras dos nás, A-Next y J2, ambientadas en el mismo futuro alternativo denominado Universo MC2, siglas del sello editorial Marvel Comics 2. Aunque los otros dos títulos fueron  series limitadas de doce números, las ventas de Spider-Girl justificaron su continuación.
Después del interés inicial, las ventas de la colección bajaron. Sin embargo, la base de fanes activos que tenía la colección consiguió que Marvel revocara muchas veces la cancelación de la misma. El editor asociado de Marvel, Nick Lowe, reveló en una entrevista en noviembre de 2005 que «Spider-Girl, de momento, está completamente a salvo de una cancelación». Pero, a pesar de las declaraciones de Lowe, Marvel anunció que el número 100 sería el último de la colección. Después de su cancelación, la historieta fue relanzada como The Amazing Spider-Girl, con un número 0 que apareció en octubre de 2006.

## Historia del personaje
May «Mayday» Parker es la hija de Peter Parker y Mary Jane Watson-Parker en el futuro, la continuidad del universo alternativo. Peter y Mary Jane nombraron a su hija por la tía May. En la continuidad de MC2, Kaine se reunió con su bebé, quien encontró al niño que vivía con Alison Mongraine (Hermana de Mary Jane Parker), la estafadora que había secuestrado al bebé siguiendo instrucciones del Duende Verde. Después de que se volvieron a unir, Peter perdió una pierna durante el horrendo conflicto final con el Duende Verde. Después de la batalla, Peter recibió un reemplazo biónico de Mister Fantástico pero, considerando que fue una llamada de atención, decidieron retirarse y enfocarse en ser un esposo y padre (la batalla se vislumbra en Spider Girl # 7, y completamente explicada en Spider Girl # 49). Durante años, eligieron mantener su pasado de May y esperaban que ella no desarrollara sus propios poderes.
A pesar de las esperanzas de sus padres, May comenzó a desarrollar versiones de los poderes araña de su padre cuando tenía 15 años. Al mismo tiempo, Normie Osborn, nieto del Duende Verde original, se propuso restaurar el apellido. May se puso el disfraz de Spider-Man de Ben Reilly para detenerlo y pronto participó en la lucha contra el crimen, al principio obstaculizado, y luego ayudado, por sus padres preocupados. 
May comparte rasgos de sus dos padres. Al igual que su madre, es una estudiante hermosa, carismática y popular en su escuela secundaria, y es inteligente y talentosa al igual que su padre. Ella también heredó su amor por bromas y su intolerancia por la injusticia. Incluso sin sus poderes de araña, es una muy buena atleta y se destacó en el béisbol de su equipo de chicas hasta que ella renuncie, su renuncia viene después de la manifestación de sus poderes. Por un lado, May parece haber heredado la "suerte de Parker" en la que su doble identidad causa estragos en su vida privada. Por otro lado, su carrera de superhéroe, a diferencia de la de su padre, comienza con la protección exitosa de su familia. Desde la primera parte de su carrera, Spider-Girl ha desarrollado una reputación de evitar batallas innecesarias con cualquier persona y reformar a sus antiguos adversarios, como Normie Osborn y Raptor. Spider-Girl rápidamente se establece en la comunidad de superhéroes y se lleva bien con otros superhéroes fácilmente, ganando el estado de reserva en los Vengadores y aliados en los Nuevos Guerreros y los Cinco Fantásticos.
En The Amazing Spider-Girl, May promete abandonar a los superhéroes disfrazados, sale con Eugene Thompson y se postula para el consejo estudiantil. Cuando Mary Jane se da cuenta de que Hobgoblin representa una amenaza para los amigos adolescentes de su ahijada, permite que May reanude sus actividades como Spider-Girl (una situación que querían mantener en secreto de Peter). Después de una batalla con el Hobgoblin, May le dice a su padrino la verdad, y después de una conversación con Mary Jane, permitieron que May reanudara su identidad de Spider-Girl. Después de que Mary Jane tiene una discusión con los verdaderos padres de May, se da cuenta de que May llegará a la verdad sobre Peter algún día, pero Peter lo planeó todo el tiempo. Debido a esta acción, ella continúa su lucha para mantener la ciudad segura.
Después de un intento de ayudar a la agencia gubernamental S.H.I.E.L.D., se escapa por error el simbionte Carnage, uniéndose a su amigo Moose, el cual se convierte en el nuevo Carnage. A cambio, Carnage se unirá al padre enfermo de Moose, curándolo en el proceso. Carnage causa revuelo en la escuela de May y secuestra a Peter y el bebé Ben, obligando a May a enfrentarse a su amiga. May intenta hablar con Moose dentro del simbionte pero falla, y se une con su primo Ben. Peter escapa cuando May lucha contra los dos simbiontes y reúne equipo sónico que puede derrotar al simbionte. Sin embargo, es May quien usa las armas, destruyendo así la pieza del simbionte Carnage. Su éxito no está exento de una medida de daño colateral: no solo Moose está furioso con Spider-Girl por haber condenado a su padre, sino que el arma sónica hace que Ben quede sordo.
La audición de Ben finalmente se restablece gracias a la intervención de Normie Osborn. Normie más tarde tropieza en uno de los antiguos laboratorios de Norman Osborn y descubre un tanque de líquido que contiene lo que parece ser un duplicado físico de May Parker. Las notas dejadas por su abuelo indican que esta Mayday es la original que secuestró hace años, dando a entender que Mayday planteada por Peter y MJ es otro clon.
Fury la Reina Duende comienza a representar la táctica final de Duende Verde contra Peter Parker. Mientras secuestra al Spider-Man retirado, Fury también activa una señal que despierta a la chica inconsciente dentro del tanque de Osborn Labs. El polimorfo escapa, enfrentando a Mayday en el techo de su escuela secundaria justo cuando se está transformando en Spider-Girl. Los dos batallan brevemente antes de ser atrapados en una explosión. Un mayo gravemente herido es rescatado de los escombros por los poderes de Araña. Araña está repentinamente traumatizada por su propia experiencia, y, pensando que puede que May no sobreviva a su terrible experiencia, ofrece fusionarse con ella. Sin embargo, ella interviene en una búsqueda de visión que Mayday está experimentando. Al ayudarla a superar una fuerza que debía vencer sola, impide que Spider-Girl descubra si es o no la verdadera May; principalmente porque May es mitad Latina por parte de su padre y Araña solo está pasando por el trauma que sufrió sin pensar en lo que podría pasarle a May y su escuela. Araña también tiene un motivo ulterior: al asumir el cuerpo y el poder de Spider-Girl, espera tomar por sorpresa a la Tarántula Negra, un adversario y antiguo amante, y vencerlo. Araña completa con éxito la fusión y asume temporalmente el control del cuerpo de May, dejando a May y una tercera, Tía May) atrapada dentro del cuerpo de Araña.
Mientras tanto, el polimorfo emerge de la explosión relativamente ileso e intenta reanudar la vida de May. Sin embargo, su presencia perturba profundamente a Benjy. Más tarde recibe una llamada de Normie, contándole acerca de la captura de Peter Parker, lo que lleva al cambiante a asumir el papel de Spider-Girl.
Las dos mujeres son restauradas a sus cuerpos legítimos mientras están en batalla con otros. May, en el cuerpo de Araña, se topa con el Niño cambiado justo cuando Araña, en el cuerpo de May, entra en la guarida de la Tarántula Negra. La Tarántula Negra es capaz de ver a través del truco de Araña y casi la deja inconsciente, al igual que May, en el cuerpo de Araña, también queda inconsciente, lo que lleva a los dos a recuperar sus cuerpos originales.
Normie Osborne, junto con Kaine, Phil Urich (en su disfraz de Duende Verde), Darkdevil y Raptor, intentan rescatar a Peter Parker de las manos de Fury, sin darse cuenta del hecho de que Peter ha absorbido la mente y los recuerdos del original Norman Osborn. Esto lleva a una pelea entre los héroes reunidos y Peter, ahora poseído por el Duende Verde. May llega justo cuando Peter / Duende Verde se reúne con el niño cambiado, quien se revela que ha sido genéticamente empalmado con el ADN del simbionte Venom, dándole poderes metamórficos similares exhibidos por Spidercide, pero sin la necesidad de un huésped como los simbiontes normales.
Vinculación con su "hija" (y, sin querer, Spider-Girl), el poseído Peter se declara a sí mismo como "El Dios Duende" y comienza a pelear, mientras que May se encuentra atrapada en la psique mental de su padre. Con la ayuda de la influencia espiritual de su tía abuela May Parker, así como recuerdos del día en que curó las cicatrices psicológicas de Normie Osborn, Mayday y Peter son capaces de vencer a Norman en un duelo psíquico y convencer al Brand New May de que May es una buena persona (pero May intenta atacar al changeling). Norman es aparentemente derrotado, pero no sin antes negarle a Mayday la oportunidad de descubrir cuando sea o no sea la verdadera hija de Peter, Mary Jane o el clon. Mary Jane es rescatada de la muerte cercana por Benjy, quien revela que ha desarrollado una red orgánica.
Con Brand New May incierto de su lugar, May propone que se convierta en miembro de la familia Parker; Mary Jane está de acuerdo, aunque Peter desconfía de ella y se opone a la idea. May da un paseo, reflexionando sobre cómo sus padres, su hermanito y su nueva hermana gemela potencial han superado tantas cosas y se han convertido verdaderamente en "Una increíble familia de Spider-Man".
La siguiente línea argumental ve a Mayday y su clon (ahora llamada April) comienzan a crecer de manera constante como compañeros de lucha contra el crimen, con April demostrando a veces ser inestable y mucho más intensa y despiadada que su "prima" Mayday. En un momento, April asesina a Tombstone cuando cree que él asesinó a May.
Mientras tanto, mientras intenta controlar la creciente guerra de pandillas en la ciudad de Nueva York y mantiene a su primo rebelde alineado tanto con su temperamento como con sus poderes, la relación de Mayday con el artista y amigo de cómics Wesley comienza a florecer en un vínculo más profundo, y Wes a veces demuestra insinuaciones de que conoce la identidad de May. April intenta brevemente jugar al emparejador traviesa con la pareja haciéndose pasar por May, pero Wes ve a través de su engaño. Finalmente, April toma el nombre de "Mayhem" y adopta su naturaleza simbiótica, intensa y sensata y se separa de la familia Parker para seguir una vida de vigilante que no responde a nadie.
El título Spectacular Spider-Girl concluye con May teniendo una pesadilla que se sacrificó para salvar la vida de April. Sin embargo, en el futuro lejano, una futura encarnación de April usa la máquina del tiempo del Doctor Doom para regresar al presente y convencer a su yo pasado para que actúe de manera responsable, lo hace y salva la vida de Mayday a costa del propio y al costo del futuro, eso llegó a ser. May se une más tarde con Wes, quien revela que sí conoce la verdadera identidad de May y se besan, comenzando una relación.
Una pesadilla contada por May a su familia revela aún más a Spider-Girl. La historia de Spider-Verse, Daemos, un miembro de los herederos y pariente de Morlun, atacó la casa Parker y la prendió fuego. May es aplastada a una pulgada de su vida y Wes muere tratando de protegerla. Peter, cuya pierna biónica está reventada, libera a May solo para ser atrapada por Daemos. Mary Jane le entrega al bebé Ben a May y le dice que corra mientras va a ayudar a Peter. Daemos mata tanto a Peter como a Mary Jane y dos Spider-Men de universo alternativo que consisten en Spider-UK y Last Stand Spider-Man aparecen a tiempo para salvar a May y Ben cuando Daemos sale de la casa de Parker. Puede jurar verlo muerto para vengar a su familia por lo que ha hecho.
May y las Arañas alternativas más tarde viajan a la Tierra-616, donde reclutan a su versión de Peter Parker junto a su socio más reciente Silk y su clon Kaine. May revela su identidad a Peter, revelando que se han conocido antes en su línea de tiempo (cuando viajó en el tiempo a los eventos de ASM Vol. 1 # 25). Los Spider llevan a los tres a una zona segura donde en algún momento también entran en contacto con un equipo dirigido por el "Hombre Araña Superior" Otto Octavius. Cuando Peter y Octavius se enfrentan y luchan entre ellos, Mayday solicita que el Capitán Universo Spider-Man intervenga y detenga la lucha, ya que se puede gastar mejor tiempo y energía en rastrear a los Herederos, pero la Araña Cósmica se niega. Peter finalmente gana la pelea. La zona segura se ve comprometida por los Herederos, liderados por su padre Solus, la Araña Cósmica muere, May es derrotada fácilmente, y solo puede mirar impotente cuando se captura al Bebé Benjamín, y se revela que él es "El Vástago", una parte vital de una profecía que también involucra a "El Otro" (Kaine) y "La Novia" (Silk). A pesar de su voto anterior de matar a los Herederos, después de ver a Otto matar a los Herederos 'Maestro Tejedor' para detener sus planes para siempre, May reconsidera su postura, evitando destruir un cristal que contiene la esencia vital del padre de los Herederos. Con la crisis concluida, Spider-Ham le asegura a May que, si su padre fuera como él, estaría orgulloso de lo que acaba de hacer, y podría aceptar el cumplido a pesar de la apariencia cómica de Spider-Ham. Volviendo a su mundo con el Ben Parker de la Tierra-3145 - Un mundo donde Ben se convirtió en Spider-Man y su familia fueron asesinados, lo que provocó que la Tierra fuera diezmada por un apocalipsis nuclear- May descubre que su madre y Wes sobrevivieron al ataque de los herederos, aunque su padre dio su vida para salvarlos. Con Ben decidiendo permanecer en este mundo para ser el abuelo que ningún otro Ben Parker tuvo la oportunidad de convertirse, en May, por el apoyo de su madre, decide ponerse el disfraz de su padre para convertirse en Spider-Woman.
Tras los sucesos de Secret Wars, el universo MC2, junto con la mayoría del multiverso, se destruye y se fusiona con otras realidades alternativas del Dios Emperador Doom en el planeta mosaico llamado Battleworld. Mayday continúa protegiendo a los inocentes como Spider-Woman, pero aún lucha para llegar a un acuerdo con la muerte de su padre. Muchos ciudadanos todavía se refieren a ella como Spider-Girl. Sin embargo, después de una batalla contra los Vengadores, ella se puso un nuevo disfraz y obtuvo renovadas esperanzas para el futuro.

### Guerreros de la Gran Red
En algún momento dentro de los ocho meses posteriores a las Incursiones, Mayday se unió a Spider-Gwen, Spider-Man Noir, Spider-UK, Spider-Man India, Spider-Ham y Anya Corazon en la protección de las Tierras sin Spider-Men. Después de un jugueteo en la Tierra-3015, Mayday le confió a Gwen que todavía estaba demasiado preocupada por dejar a su madre y su hermano y les dijo que la llamaran si la necesitaban. Sin embargo, cuando un ejército de Electros atacó un edificio cercano en un intento de robar plata, las dos Spider-Women se pusieron en acción, solo para que Gwen fuera capturada cuando Mayday intentara reunir a las otras Arañas. Luego regresó a Loomworld e informó a Spider-Man (Paviitr Prabhakar), Spider-Ham (Peter Porker) y a Karn de la situación con respecto al secuestro de Gwen. Más tarde, se la vio junto a los otros miembros de los Guerreros de la Gran Red para investigar la escena del secuestro de Gwen.

## Poderes y habilidades
May Parker ha heredado casi todas las habilidades de su padre, Peter Parker. Posee fuerza sobrehumana (que le permite levantar 5 T. de peso), aunque inferior a la de su padre (10 T.). Dado que su potencia muscular es menor, también su potencia de salto también es inferior a la de su padre pero, a diferencia de él, ella era una atleta entrenada antes de adquirir sus poderes con lo que su agilidad, reflejos y tiempo de reacción son superiores a los de este.
Posee la habilidad de adherirse a casi cualquier superficie y escalar así muros y paredes pero, a diferencia de su padre (para el que es algo tan natural como respirar), a May le requiere un esfuerzo de concentración ejercer esta habilidad.
Por otro lado, su sentido arácnido es mucho más sensible que el de su padre, pudiéndolo usar no solo para saber que existe un peligro sino para averiguar los puntos débiles de un enemigo. Siente de forma distinta el sentido arácnido según quien lo origine, permitiéndole saber que enemigo la ataca aunque no lo vea además de poder pelear a ciegas. Ocasionalmente, su sentido arácnido le ha proporcionado visiones de acontecimientos que van a ocurrir pero no puede controlar esta habilidad.
Otro poder es su capacidad de curarse más rápido que una persona normal.
Sus poderes están en constante evolución y pueden asumir diferentes características según madure. Por ejemplo, sus habilidades para adherirse a objetos y trepar como una araña han evolucionado hacia poderes bio-magnéticos que le permiten repeler objetos y personas que toque directamente o a través de un medio compartido pudiendo así pegar al suelo o a otros objetos a sus enemigos.
May también dispone del equipo creado por su padre para completar su disfraz de spider-man. Usa sus lanzatelarañas de la misma forma, tanto para viajar balanceándose así como forma de retener a sus enemigos. También puede disparar telarañas de impacto y agujas metálicas pero raramente las usa al considerarlas "demasiado brutales". Su teléfono móvil ha sido modificado para poder acoplarlo a su lanzatelarañas y así usarlo fácilmente cuando va disfrazada. Ocasionalmente usa localizadores-araña pero como estos están sintonizados al sentido arácnido de su padre y no al suyo, necesita un receptor para poder recibir la señal.
En una ocasión en la que perdió sus poderes después de una descarga eléctrica, tomó prestados artilugios del Duende Verde (duendeplaneador, calabazas-bomba, etc.) como forma de poder seguir ejerciendo como superheroína hasta que recuperó sus poderes.
May también ha recibido entrenamiento en Artes Marciales y ha sido entrenada en el uso de sus poderes arácnidos tanto por su padre como por Phil Urich.

## Personajes

### Personajes principales
- Peter Parker es el padre de May y Ben, que resulta ser Spider-Man, pero se ha retirado del negocio de los superhéroes después de que su última batalla con el Duende Verde le costó una de sus piernas, ahora trabaja como científico de la policía. También desprecia a su exnovio Gene (porque él es el hijo de su matón de escuela secundaria Flash Thompson). Aunque en su mayoría se retiró, ha vuelto al papel de Spider-Man en ocasiones, aunque su pierna artificial limita sus actividades.
- Mary Jane Watson-Parker es la madre de May y Ben. Inteligente y responsable, Mary Jane conoce a su esposo e hija como superhéroe de adentro hacia afuera.
- Phil Urich, también conocido como el Duende Verde (el único héroe que usa ese nombre en este universo) y un buen amigo de la familia Parker. Ha sido amigo de la familia por tanto tiempo que May lo llama "Tío Phil". Phil trabaja con Peter Parker en su trabajo en el laboratorio criminalístico. De vez en cuando, usa sus poderes Duendes para ayudar a May, en un punto asumiendo la identidad del "Duende Dorado". Más tarde, con la ayuda de Norman Osborn, Phil pudo salir de su retiro y asumir la identidad del Duende Verde nuevamente.
- Benjamin Richard Parker es el querido hermano pequeño de May, quien ha mostrado señales de desarrollar poderes araña a pesar de su corta edad. Ben estuvo expuesto al simbionte Carnage, que pudo haber provocado el desarrollo de sus habilidades. Ben fue brevemente sordo debido a los sonidos de alta frecuencia, pero finalmente se recuperó. Más tarde obtuvo poderes de araña en toda regla: sin embargo, a pesar de las sospechas de Peter, nadie lo vio usar sus habilidades hasta que salva a Mary Jane de una caída con telaraña orgánica. Ben fue nombrado en honor al tío Ben y de su abuelo, Richard Parker.
- April Parker - April es un clon de May Parker, pero es única porque también es un híbrido simbionte, lo que le otorga los poderes de Spider-Girl y Venom. Tomando el nombre de "Mayhem", April se convirtió en una justiciera y no estaba por encima de matar criminales; en un momento, intentó poner fin a una guerra de pandillas matando a Black Tarantula, una amiga de May, y luego logró poner fin a la guerra matando a Hobgoblin. April murió salvando a May de la explosión de un edificio, pero Peter le asegura a May que los clones siempre regresan, por lo que es posible que ella haya sobrevivido.[15]

### Otros personajes
- Darkdevil, Reilly Tyne es un superhéroe de Puck que se burla constantemente de Spider-Girl por sus debilidades, pero también ha demostrado ser un valioso aliado. Aunque el primo de May (aunque algunos podrían llamarlo su medio hermano genético), la gente lo confundió con el Daredevil actualmente fallecido.
- Spider-Man III a.k.a. Gerry Drew, es el hijo de Jessica Drew, la primera Spider-Woman. El origen de sus poderes está en un tratamiento al que le sometió su madre tratando de curarle una enfermedad degenerativa mortal. Tras conseguir la ayuda de Spider-Man, se retiró de su identidad secreta hasta conseguir curarse.
- Courtney Duran es la mejor amiga de May en el Instituto. Pertenece al Club de ciencias y es voluntaria, junto con May, en un centro de ayuda a mujeres maltratadas.
- Ladyhawk (Rosetta Morgan y Regina Morgan) es el nombre en clave compartido de hermanas artistas marciales expertas que usan shuriken con temática de pájaros y otras armas.
- Heather Noble – Heather es una de las compañeras de escuela de May. Al principio, actuó mala y arrogante con May, pero desde entonces se ha convertido en su amiga. Ha estado saliendo con Jimmy Yama. Más tarde, Heather es secuestrada por Hobgoblin, pero afortunadamente Spider-Girl la rescata.
- Simone Desantos – Introducida en la serie The Amazing Spider-Girl, Simone parece haber tomado la antigua posición de Heather como la "chica mala" engreída de la escuela de May. Su padre René resulta ser el líder del Culto Duende, y esto una vez llevó a Fury a secuestrar a Simone.
- Felicity Hardy, es la hija de Felicia Hardy (la Gata Negra) con Spider-Man, pero el no lo sabe, siendo su media hermana. Conoce la identidad secreta de May y adopta el traje de la Araña Escarlata, intentando forzar a May para que la adopte como compañera. Tras varios intentos infructuosos como superheroína disfrazada, pasa a ayudar a May desde su identidad civil.
- Jack Jameson, también conocido como "JJ", es el nieto de J. Jonah Jameson, y el superhéroe conocido como Zumbido.
- Kaine, antiguo clon malvado de Spider-Man, peleó muchas veces tanto con el padre de May como con su tío Ben Reilly en el pasado. Sin embargo, es muy protector con Spider-Girl y ella se ha convertido en la fuente de su redención. Actualmente lidera un equipo gubernamental de supervillanos reformados.
- "Moose" Mansfield, amigo de May y jugador del equipo de fútbol americano del Instituto. Solía ser un matón, que amenaza a otros estudiantes como Jimmy Yama, hasta que se enamoró de la amiga de este, Courtney Duran, pensado que era Spider-girl. Gran fan de Spider-girl, pasó a odiarla después de que ésta evitara que usara el simbionte Carnage para intentar curar el cáncer de su padre.
- Brad Miller, amigo de Moose y amor secreto de May, es un chico apuesto, inteligente y sensible. Curiosamente a pesar de eso, odia a los mutantes, siendo ese el motivo que hizo que May se alejara de él.
- Normie Osborn es el nieto de Norman Osborn, el Duende Verde original. Criado como un hijo por los Parker, tras crecer fue absorbido por la espiral de odio familiar entre los duendes y las arañas. Intentó matar a Peter pero May, adoptando por primera vez su papel de Spider-girl, lo derrotó. Retomó el disfraz varias veces más, siendo siempre derrotado e ingresado en una institución psiquiátrica. Finalmente, tras escapar de ella, trató de matar de nuevo a una May sin poderes, dándose cuenta de que le era imposible asesinar a sangre fría y terminando con el ciclo de violencia entre los Osborn y los Parker. Cedió su disfraz y artilugios a Phil Urich para que este ejerciera como un Duende Verde superheróico de nuevo. Posteriormente se unió al simbionte Venom, al cual consiguió reformar hasta el punto de que el simbionte se sacrificó para vencer al Duende. Después de eso, se casó con Brenda Drago (Raptor), antigua enemiga reformada de Spider-girl.
- Flash Thompson - Flash es el entrenador del equipo de baloncesto en la escuela de May. Una vez estuvo casado con Felicia Hardy y tuvo una hija, Felicity, y un hijo, Gene con ella (ver arriba y abajo), pero no sabe que Felicity intentó ser la compañera de May en el negocio de los héroes. Una diferencia notable entre este Flash Thompson y su contraparte de Tierra-616 es que nunca perdió sus piernas, y como resultado nunca se convirtió en el anfitrión del simbionte Venom.
- Eugene "Gene" Thompson – Gene es el hijo de Felicia Hardy y Flash Thompson, y el hermano mayor de Felicity Hardy. Estaba saliendo con May, pero rompió con ella en The Amazing Spider-Girl #13, citando su constante falta de confiabilidad. Extrañándola casi de inmediato, Gene le pidió a Mayday que regresara con él, y Mayday estuvo de acuerdo. Sin embargo, su personalidad dominante y sus exigencias de compromiso total han puesto a prueba la vida personal y social de Mayday. Después de golpear a Wes Westin y revelar que él fue quien etiquetó los carteles de campaña de May, May rompe con él.
- James "Jimmy" Yama – Jimmy es un compañero de escuela asiático nerd de May que está en su club de ciencias. Está enamorado de May, un hecho que avergüenza a May, a quien le gusta Jimmy como amigo, pero no más. Desde entonces empezó a salir con Heather Noble. Tiene un primo llamado Zane, que resulta ser el superhéroe [J2, el hijo del Juggernaut.
- Wes Westin – Wes es un artista talentoso que ha colaborado con Jimmy Yama en la producción de un cómic de Spider-Girl. Comenzó una breve relación con Davina Kirby, pero Davina comienza a sospechar que sus verdaderos sentimientos son por Mayday y lo anima a decirle lo que siente. Más tarde descubrió la verdadera identidad de Spider-Girl al notar el mismo champú perfumado. Al final, le revela a May que conoce su secreto y comienzan una relación.
- Mad Dog Rassitano – Cazarrecompensas humano que utiliza equipo tomado de los villanos con superpoderes que caza. Tiene su propio programa de televisión.

### Villanos
- Black Tarantula, a.k.a. Fabian LaMuerto es el actual Kingpin del crimen. Villano con un desarrollado sentido del honor, es a veces enemigo, a veces aliado de May. En The Spectacular Spider-Girl #4, decidió retirarse del crimen y regresar a Sudamérica con Arana como su novia. Dejó su imperio a Hombre Montaña Marko.
  - Chesbro – Chesbro es el asistente de Black Tarantula. Viene a Nueva York para representar a su maestro. Chesbro originalmente sirvió al padre de Fabián.
- Dragon King – Carlton T. Hackmutter es un conserje de la Escuela Midtown High que se encontró con un Medallón de Dragón que lo transformó en Dragon King.
- Hobgoblin – Roderick Kingsley, un viejo enemigo de Spider-Man que ahora es el archienemigo de May. Temiendo que Kingsley fuera demasiado para May, Peter arriesgó su vida y una vez más se convirtió en Spider-Man a pesar de su desventaja para ayudarla contra él. Después de perder, Kingsley intentó cometer otros crímenes que solo lo llevaron a su muerte a manos de Mayhem.
- Killerwatt – Originalmente un asistente detrás del escenario durante los conciertos, el hombre ahora conocido como Killerwatt, fue a menudo culpado por la banda que actuaba por el mal funcionamiento del equipo eléctrico, hasta que fue electrocutado por una caja de sonido. Obtuvo poderes eléctricos y se propuso convertirse en un ladrón disfrazado, derrotando a Spider-Girl durante su primera batalla, solo para ser ahuyentado por Darkdevil. Poco después, Spider-Girl pudo derrotarlo en batallas posteriores.
- Mr. Abnormal – Se desconocía la identidad del Sr. Anormal. Cuando ingresó a una empresa de juguetes, una tina de plástico explotó donde estuvo expuesto a sus químicos y terminó adquiriendo poderes de base elástica.
- Raptor – Brenda Drago es la hija del segundo Buitre. Más tarde, Spider-Girl la convenció de que dejara el crimen. Es miembro del superequipo de supervillanos reformados de Kaine y recientemente estuvo casada con Normie Osborn.
- Sabreclaw – Es el hijo de Wolverine y medio hermano de Wild Thing. Tiene poderes como su padre y Sabretooth. Recientemente se unió a A-Next como un héroe.

## Cuestión Mutante
No está establecido si Spider-Girl es o no una mutante. En la continuidad Marvel tradicional (Tierra 616), fue examinada antes de nacer por un robot Centinela que encontró que estaba "por debajo de la normalidad embrionaria" pero no consideró que fuera específicamente un mutante (The Amazing Spider-Man #415).
La cuestión de si es una mutante o no inquieta a May, dado el odio que todavía parece haber hacia los mutantes en el Universo MC2 y que sus poderes no son adquiridos sino heredados.

## Otras versiones

### Tierra X
Cuando las nieblas terrigenas dotaron de superpoderes y mutaciones a la raza humana, Mary Jane contrajo cáncer de las mismas, por lo que falleció dejando a May Parker bajo la tutela de un Peter devastado.
A su vez, el simbionte Venom generó resentimiento hacia Peter Parker cuando este se despojó de él, y tiempo después decide unirse a su hija ”Mayday” para cobrar venganza. Ella logra dominar las intenciones del simbionte, prescindiendo luego de las habilidades con las que está provisto para hacer el bien, pero Red Skull la manipula tras sus propios fines, por lo que su padre se ve en la necesidad de rescatarla.

### Tierra-8410
La historia está situada en el año 2020, época donde los héroes apenas existen; May Parker trabaja como diseñadora de páginas web y vive con su madre Mary Jane luego de haber perdido a su padre cuando apenas tenía 14 años, disponiéndose a conservar su legado heroico desde entonces.
Su atuendo está inspirado en la antigua Spider-Woman (Jessica Drew) pero conserva elementos característicos del trepamuros, complementándolo con disparadores venenosos con efecto de detonación.
Spider-Man de la continuidad original, Cable y Aliya Bishop de la Tierra-9870 llegan a esta dimensión para salvarla de la destrucción de Kang El Conquistador. Ellos se encuentran a Spider-Girl, quien percibe al Spider-Man de 616 como un impostor de su progenitor y tras un enfrentamiento, Spider-Man logra convencerla de lo que ocurre en realidad, aclarando así los malentendidos.

### Tierra-78227
En What If...? #7 Uatu El Vigilante nos muestra que hubiera pasado de si otra persona fuera picada por la araña radioactiva en lugar de Peter Parker. En una de las tres tierras que Uatu visita, Betty Brant asiste a la exposición de ciencias junto a su jefe J. Jonah Jameson, durante dicha exposición, Peter le cede su lugar, y en cambio es ella a quien le muerde la araña.
Ya con sus nuevos poderes, Betty hace equipo con Peter y mientras él le proporcionaba los lanzaredes y tomaba fotografías de ella en acción, Betty combatía el crimen bajo la identidad de Spider-Girl.
Betty empieza a ganar renombre como heroína, a la vez que ella empezaba a disfrutar de su doble vida, pero durante una sesión de fotos con Peter, Un ladrón roba un estudio de televisión (el mismo en el que Peter trabajo de actor en la continuidad normal). Betty trata de detenerlo pero su lanzaredes se agota y no puede atraparlo. Tras lo sucedido, Betty y Peter regresan solo para enterarse de que el tío de Peter fue asesinado durante un robo a la casa. 
Betty se viste como Spider-Girl y atrapa al ladrón pero, tras ver que es el mismo hombre que pudo haber detenido y afligida por la culpa, Betty renuncia a su trabajo de heroína para siempre siendo sustituida (posiblemente sin que lo sepa) por Peter, quien adquirió poderes arácnidos tras desarrollar un suero especial con el veneno de la araña que la pico.

### Tierra-616
May parker también existió en el Universo Marvel tradicional en el que transcurren la mayor parte de las historietas de Marvel Comics.
Mary Jane quedó embarazada al principio de la "Saga del clon", lo que hizo que Peter Parker se retirase como Spider-Man, dejando el manto a Ben Reilly como Spider-Man II. Sin embargo, al final de la historia, Mary Jane fue envenenada por Alison Mongraine, una agente del Duende Verde, y el bebé fue secuestrado. Ben Reilly murió a manos del Duende Verde esa misma noche y Peter Parker se convirtió de nuevo en Spider-Man.
Durante la historia "Spider-man: Identity Crisis (The Amazing Spider-Man #434-435), una de las últimas historias de Tom DeFalco en Spider-Man, el bebé May volvió a aparecer. Sin embargo, la subtrama fue cortada y unos pocos números después DeFalco fue sustituido por Howard Mackie y John Byrne. En un flashback en Spider-girl #49, se presenta una versión alternativa de esta historia, en la que la pequeña May es devuelta a sus padres.
Sin embargo, la pequeña May nunca fue devuelta a sus padres en la continuidad Marvel tradicional. Los editores dijeron repetidamente que el bebé había muerto o que, por lo menos, nunca volvería a ser visto; el bebé fue considerado como un factor que hizo madurar a los personajes pero su muerte nunca ha sido mostrada. Está claramente implícito que fue secuestrado y Alison Mongraine y Kaine nunca demostraron concluyentemente que hubiese muerto.
La acción en The Amazing Spider-Man Nº439, último número de Defalco en el título, transcurre 1000 años en el futuro. Dos arqueólogos se encuentran con reliquias pertenecientes a Spider-Man (como sus lanzarredes), especulan sobre su carrera y debaten sobre otros héroes que se inspiraron en él, como Spider-Girl, Spider-Man 2099, y Spider-Man 2211. 
En el número 545, el capítulo final de la saga "Spider-Man: One More Day", Peter y Mary Jane aceptan un trato con el demonio Mefisto. A cambio de salvar la vida de Tía May, Mefisto borraría completamente su matrimonio. De acuerdo con las declaraciones de Joe Quesada, "todos los cómics cuentan, todas las historias cuentan... excepto en las mentes de la gente del Universo Marvel, Peter y Mary Jane eran una pareja, no una pareja casada". Aunque hay unas pocas excepciones a esto, el embarazo de Mary Jane no es una de ellas, significando que en la actual continuidad Marvel, el bebé nunca existió. En un golpe final, Mefisto les mostró otra hija, una niña que podría haber sido suya si ellos hubiesen elegido permanecer casados.
En muchas de las entrevistas en Comic Book Resources que siguieron a la publicación de "One More Day", Joe Quesada mencionó que el título de Spider Girl era el lugar ideal para que los lectores descontentos siguieran el desarrollo de la madurez de un Peter y Mary Jane casados y creando una familia. A los comentarios de Quesada siguió un artículo sobre Spider-Girl con una entrevista a Tom Defalco, quien reconoció que Quesada eran fan del personaje y de la colección.

### Amazing Spider-Man: Renueva Tus Votos
En esta continuidad, Peter y Mary Jane tienen una hija llamada Annie May Parker, quien en algún momento se convierte en la superheroína Spiderling. Si bien se creía que ella era la versión mundial de Spider-Girl, finalmente se reveló que la Saga Clon de la continuidad 616 todavía ocurría en este mundo, lo que la convierte en la hermana menor de Annie May.

## En otros medios

### Novelas
- Una versión alternativa más antigua y más cínica de May Parker / Spider-Girl aparece en la novela del equipo Spider-Man / X-Men, Time's Arrow 3: The Future por Tom DeFalco y Rosemary Edghill (ISBN 0-425-16500-0). En esa novela, Spider-Man viaja al futuro alternativo conocido por Iron Man 2020 (Arno Stark). La Tierra de este universo es designada como Tierra-8410. En esta realidad, Spider-Girl lleva un traje casi idéntico al de Jessica Drew, excepto que los colores se han modificado para que se parezcan al traje de Spider-Man. Ella tiene la capacidad de disparar explosiones de veneno y telas.

### Televisión
Una versión alternativa de Spider-Girl llamada Petra Parker aparece en Ultimate Spider-Man (2012 - 17), con la voz de Olivia Holt. En el episodio "The Spider-Verse: Part 1", Spider Man viaja a un universo con cambio de género y se une a Spider-Girl para derrotar a las versiones de Duende Verde de su mundo. Spider-Girl luego ayuda a Peter en su universo contra el Duende. En el episodio "The Spider-Verse: Part 4", Spider-Man la convoca para formar Web-Warriors y luchar contra Spider-Goblin.

### Cine
Dos encarnaciones de Mayday Parker aparecerán en Spider-Man: Across the Spider-Verse (2023), una de las cuales será la hija pequeña de Peter B. Parker y Mary Jane Watson de su universo y la segunda será una adulta con Heterochromia iridum que actúa como Spider-Girl y miembro de las Fuerzas Araña de Miguel O'Hara.

### Videojuegos
- Spider-Girl apareció como uno de los disfraces alternativos de Spider-Woman en el juego de acción y multiplataforma Marvel: Ultimate Alliance.
- Spider-Girl aparece en Spider-Man: Shattered Dimensions. Ella se muestra brevemente en la imagen de Madame Web de dimensiones alternativas.
- Spider-Girl es un personaje jugable en Marvel Super Hero Squad Online.
- Spider-Girl se puede jugar como un disfraz mejorado para Spider-Man en Marvel Heroes 2015, con la voz de Mary Faber.[19]
- Spider-Girl se puede jugar en Spider-Man Unlimited, un juego Endless Runner para dispositivos de mano iOS y Android. Ella es expresada por Laura Bailey.[20][21]
- Spider-Girl se puede jugar en el juego de Facebook en línea Marvel: Avengers Alliance.